# Nieuw-Zeeland op de Paralympische Winterspelen 2018
Nieuw-Zeeland was een van de landen die deelnam aan de Paralympische Winterspelen 2018 in Pyeongchang, Zuid-Korea.

## Medailleoverzicht
| Sport       | Paralympiër  | Onderdeel                   | Medaille |
| ----------- | ------------ | --------------------------- | -------- |
| Alpineskiën | Adam Hall    | Slalom, staand (m)          | Goud     |
|             |              |                             |          |
| Alpineskiën | Adam Hall    | Supercombinatie, staand (m) | Brons    |
| Alpineskiën | Corey Peters | Afdaling, zittend (m)       | Brons    |

## Deelnemers en resultaten
(m) = mannen, (v) = vrouwen 

### Alpineskiën
| Paralympiër  | Onderdeel                   | Resultaat | Prestatie |
| ------------ | --------------------------- | --------- | --------- |
| Adam Hall    | Afdaling, staand (m)        | 5e        | 1:27.52   |
| Adam Hall    | Super G, staand (m)         | 10e       | 1:29.86   |
| Adam Hall    | Supercombinatie, staand (m) | Brons     | 2:15.32   |
| Adam Hall    | Slalom, staand (m)          | Goud      | 1:36.11   |
| Corey Peters | Afdaling, zittend (m)       | Brons     | 1:26.01   |
| Corey Peters | Super G, zittend (m)        | 11e       | 1:28.80   |
| Corey Peters | Reuzenslalom, zittend (m)   | 10e       | 2:20.23   |

### Snowboarden
| Paralympiër | Onderdeel                  | Resultaat | Prestatie |
| ----------- | -------------------------- | --------- | --------- |
| Carl Murphy | Snowboardcross, SB-LL2 (m) | 6e        | 1:00.08   |
| Carl Murphy | Slalom, SB-LL2 (m)         | 5e        | 0:50.21   |

Andorra · Argentinië · Armenië · Australië · België · Bosnië en Herzegovina · Brazilië · Bulgarije · Canada · Chili · China · Denemarken · Duitsland · Finland · Frankrijk · Georgië · Griekenland · Groot-Brittannië · Hongarije · IJsland · Iran · Italië · Japan · Kazachstan · Kroatië · Mexico · Mongolië · Nederland · Nieuw-Zeeland · Noord-Korea · Noorwegen · Oekraïne · Oezbekistan · Oostenrijk · Polen · Roemenië · Servië · Slovenië · Slowakije · Spanje · Tadzjikistan · Tsjechië · Turkije · Verenigde Staten · Wit-Rusland · Zuid-Korea · Zweden · Zwitserland
Neutrale paralympische atleten